# Euphyia vinaceata
Euphyia vinaceata är en fjärilsart som beskrevs av Heinrich Benno Möschler 1890. Euphyia vinaceata ingår i släktet Euphyia och familjen mätare. Inga underarter finns listade i Catalogue of Life.